# Thierry Rabat
Thierry Rabat est un footballeur français né le 30 mai 1962 à Cherbourg (Manche). Son poste de prédilection était défenseur (1,80 m pour 77 kg).

## Biographie
Il dispute 319 matchs et inscrit trois buts en Division 1. Son premier match en D1 correspond au déplacement du Sporting Toulon Var à Brest le 2 mai 1984.
Il a connu quatre fois la relégation avec quatre clubs différents (Lens, Martigues, Toulon, Lille).
Martigues sera finalement repêché en 1994.

## Carrière
- 1980-1985 : Sporting Toulon Var  France
- 1985-1986 : Limoges FC  France
- 1986-1988 : Paris SG  France
- 1988-1989 : RC Lens  France
- 1989-1990 : Paris SG  France
- 1990-1993 : Sporting Toulon Var  France
- 1993-1995 : FC Martigues  France
- 1995-1997 : Lille OSC  France
- 1997-1998 : ES Troyes AC  France[2]